# Гаївці (Молодечненський район, Полочанська сільська рада)
Гаївці (біл. вёска Гаеўцы) — село в складі Молодечненського району Мінської області, Білорусь. Село підпорядковане Полочанській сільській раді, розташоване в західній частині області.